# San Giovanni sotto le Penne
San Giovanni sotto le Penne es una curazia situada en el castello (municipio) de Borgo Maggiore (San Marino).